# Stawyschtsche
Stawyschtsche (ukrainisch Ставище; russisch Ставище Stawischtsche, polnisch Stawiszcze) ist eine Siedlung städtischen Typs im Süden der ukrainischen Oblast Kiew und war bis Juli 2020 das administrative Zentrum des Rajons Stawyschtsche mit etwa 7800 Einwohnern.
Die Ortschaft liegt etwa 122 Kilometer südlich von Kiew am Fluss Hnylyj Tikytsch.

## Geschichte
Der Ort wurde 1622 zum ersten Mal schriftlich erwähnt und gehörte damals noch zu Polen. 1635 bekam er das Magdeburger Stadtrecht zugesprochen, nach der Teilungs Polen 1795 fiel es an Russland und lag dann bis 1918 im Gouvernement Kiew. Seit 1956 hat Stawyschtsche den Status einer Siedlung städtischen Typs.

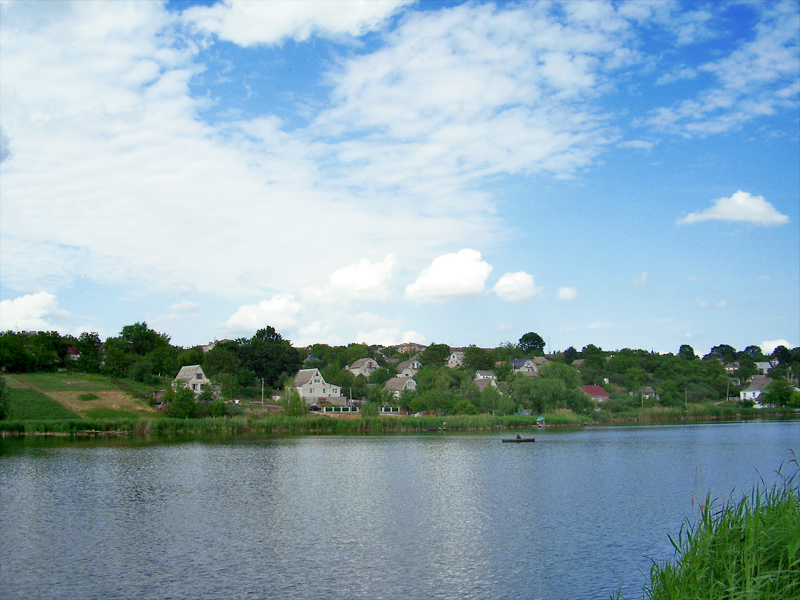
See beim Ort

## Verwaltungsgliederung
Am 12. Juni 2020 wurde die Siedlung zum Zentrum der neugegründeten Siedlungsgemeinde Stawyschtsche (Ставищенська селищна громада/Stawyschtschenska selyschtschna hromada). Zu dieser zählen auch die 29 in der untenstehenden Tabelle aufgelisteten Dörfer, bis dahin bildete sie die gleichnamige Siedlungsratsgemeinde Stawyschtsche (Ставищенська селищна рада/Stawyschtschenska selyschtschna rada) im Zentrum des Rajons Stawyschtsche.
Am 17. Juli 2020 kam es im Zuge einer großen Rajonsreform zum Anschluss des Rajonsgebietes an den Rajon Bila Zerkwa.
Folgende Orte sind neben dem Hauptort Stawyschtsche Teil der Gemeinde:
| Name                     | Name                 | Name                                         |
| ukrainisch transkribiert | ukrainisch           | russisch                                     |
| ------------------------ | -------------------- | -------------------------------------------- |
| Antoniwka                | Антонівка            | Антоновка (Antonowka)                        |
| Bessidka                 | Бесідка              | Беседка (Bessedka)                           |
| Bohatyrka                | Богатирка            | Богатырка (Bogatyrka)                        |
| Bryliwka                 | Брилівка             | Брилёвка (Briljowka)                         |
| Hejssycha                | Гейсиха              | Гейсиха (Geissicha)                          |
| Hostra Mohyla            | Гостра Могила        | Гостра Могила (Gostra Mogila)                |
| Hryhoriwska Sloboda      | Григорівська Слобода | Григоровская Слобода (Grigorowskaja Sloboda) |
| Iwaniwka                 | Іванівка             | Iwanowka (Doslidnizkoje)                     |
| Jasseniwka               | Ясенівка             | Ясеновка (Doslidnizkoje)                     |
| Jurkiwka                 | Юрківка              | Юрковка (Jurkowka)                           |
| Krassyliwka              | Красилівка           | Красиловка (Krassilowka)                     |
| Krywez                   | Кривець              | Кривец (Kriwez)                              |
| Ljubtscha                | Любча                | Любча (Ljubtscha)                            |
| Polkownytsche            | Полковниче           | Полковничье (Polkownitschje)                 |
| Popruschna               | Попружна             | Попружна (Popruschna)                        |
| Roskischna               | Розкішна             | Роскошная (Roskoschnaja)                     |
| Rosumnyzja               | Розумниця            | Разумница (Rasumniza)                        |
| Schurawlycha             | Журавлиха            | Журавлиха (Schurawlicha)                     |
| Snischky                 | Сніжки               | Снежки (Sneschki)                            |
| Stanislawtschyk          | Станіславчик         | Станиславчик (Stanislawtschik)               |
| Stryschawka              | Стрижавка            | Стрижавка (Strischawka)                      |
| Suchyj Jar               | Сухий Яр             | Сухой Яр (Suchoi Jar)                        |
| Tscherwone               | Червоне              | Червоное (Tscherwonoje)                      |
| Tortschyzja              | Торчиця              | Торчица (Tortschiza)                         |
| Tortschyzkyj Stepok      | Торчицький Степок    | Торчицкий Степок (Tortschizki Stepok)        |
| Wassylycha               | Василиха             | Василиха (Wassilicha)                        |
| Wessele                  | Веселе               | Весёлое (Wessjoloje)                         |
| Wynariwka                | Винарівка            | Винаровка (Winarowka)                        |
| Wyschkiwske              | Вишківське           | Вышковское (Wyschkowskoje)                   |

## Persönlichkeiten
- Nikolai Nikolajewitsch Melnik (1953–2013), ukrainischer Hubschrauberpilot, Liquidator in Tschernobyl, Held der Sowjetunion
- Nina Preobraschenska (* 1956), sowjetische Ruderin
- Maksym Slawynskyj (1868–1945), ukrainischer Dichter, Schriftsteller, Übersetzer, Diplomat und Politiker